# Maike Herzog
Maike Herzog (* 10. Dezember 1999) ist eine deutsche Volleyballspielerin.

## Karriere
Herzog kam 2015 zur Nachwuchsmannschaft VC Olympia Berlin. Seit der Saison 2015/16 spielt die Mittelblockerin dort in der Bundesliga. Außerdem kam sie in der Nachwuchsnationalmannschaft zum Einsatz.
Seit 2020 studiert Herzog Informatik an der Technische Universität Dresden. Der Fortgang ihrer weiteren sportlichen Laufbahn ist ungewiss.
Im Hochschulsport der TU Dresden spielt Herzog aktuell in der ersten Mannschaft. Im Januar 2023 konnte die Mannschaft die sächsische Meisterschaft gewinnen. 
Seit der Saison 23/24 spielt Herzog für den SC Freital.